# Joanne Bernard
Joanne Bernard, née le 4 octobre 1963, est une femme politique (néo-écossaise) canadienne.
De 2013 à 2017, elle est députée de la circonscription de Dartmouth-Nord à l'Assemblée législative de la Nouvelle-Écosse, ministre des Services communautaires et ministre responsable de la loi sur la Commission des personnes handicapées au Conseil exécutif de la Nouvelle-Écosse.
Aux élections néo-écossaises du 30 mai 2017, elle est battue par la néo-démocrate Susan Leblanc. Joanne Bernard est ouvertement lesbienne.